# Luigi Alberto Bianchi
Luigi Alberto Bianchi (Rimini, 1º gennaio 1945 – Roma, 3 gennaio 2018) è stato un violista e violinista italiano.

## Biografia
Bianchi nacque nel 1945 a Rimini da una famiglia di musicisti e dall'età di sei anni iniziò a prendere lezioni di violino con Walter Valmaggi. Vincitore di una borsa di studio Ricordi, proseguì gli studi al Collegio di musica di Roma. Nel momento dell’ammissione al Conservatorio di musica di Santa Cecilia, le classi di violino erano sovrabbondanti e così decise di studiare la viola. Si diplomò nel 1964 nella classe del violista Luigi Ghezzi. Si perfezionò con Lina Lama e Renzo Sabatini. L’anno successivo a Roma fu organizzata un’audizione in presenza di Yehudi Menuhin, che a sua volta lo invitò a suonare assieme negli anni successivi e lo coinvolse in diversi progetti musicali, compresa la registrazione di dischi. Dal 1964 al 1972 fece parte del Quartetto di Roma. Nel 1965 vinse il concorso nazionale per viola ‘principale’ dell'Orchestra Sinfonica della RAI di Roma. 
Grazie a Menuhin, nel 1968 ha debuttato come solista al Bath International Music Festival in Gran Bretagna. Nel 1969 suonò alla Royal Albert Hall di Londra, poi al Festival di Gstaad assieme a Yehudi e Hepzibah Menuhin (1970, 1972, 1974). 
Incoraggiato da Menuhin, partecipò e vinse il Carl Flesch International Competition di Londra nel 1970.
Nel 1973 venne prescelto per la prima esecuzione europea moderna della Sonata per la Grand Viola di Paganini dalla RIAS di Berlino. 
All’inizio degli anni ’70 cominciò a insegnare al Conservatorio di Pesaro, poi a quello di Milano. Rinunciò all’incarico nel 1978 per tenere un corso di perfezionamento al Conservatorio di Parigi.
Nel 1980 gli fu rubata la viola Antonio & Gerolamo Amati del 1595, detta “Viola Medicea” o “Viola del Crocifisso” 
Impossibilitato a trovare un'altra viola dello stesso livello, Bianchi ritornò ad esibirsi col violino. Acquistò il violino Stradivari “The Falmouth” del 1692, che cambiò nel 1987 a un’asta di Christie’s a Londra con lo Stradivari “Colossus” del 1716. Nel 1998 gli fu rubato anche questo violino che è tuttora disperso. Da allora continuò ad esibirsi alternando il violino alla viola.
Nel 1981 effettuò una tournée in Sud Africa e nello stesso anno al Festival Menuhin di Gstaad suonò con Mstislav Rostropovič e Yo-Yo Ma.
Fece diverse registrazioni per le case discografiche Musical Heritage Society, Rca, Emi, Dynamic con musiche di Alessandro Rolla, Wolfgang Amadeus Mozart, Niccolò Paganini, Zoltán Kodály, Maurice Ravel, Max Reger, Pablo de Sarasate, Nino Rota e altri compositori. 
Nel 1981, dopo un lungo e accurato lavoro in collaborazione col musicologo Luigi Inzaghi presso diversi archivi e le biblioteche europee, pubblicò il catalogo tematico delle composizioni di Alessandro Rolla.
Nel 1982 registrò la Sinfonia Concertante K 364 di Mozart con Menuhin per la Emi.
Come direttore Bianchi ha debuttato nel 1993 dirigendo la Philharmonia Orchestra ai Proms Concerts di Aldembugh (Britten Festival).
Dopo il furto dei suoi due strumenti Bianchi suonò un violino della scuola bresciana costruito nel 1620 da Giovanni Paolo Maggini e appartenuto alla collezione dei principi di Sassonia. 
Negli ultimi anni si era ritirato a vita privata.

## Opere

### Libri
- Luigi Alberto Bianchi (a cura di), Alberto Curci, Tecnica fondamentale della viola, (tratta dal metodo originale per violino), Milano, Edizioni Curci, 1982-1986; comprende: parte prima (1982); parte seconda (1983); parte terza (1985); parte quarta (1986).
- Alessandro Rolla, Sonata in la bemolle maggiore per viola e basso; revisione di Luigi Alberto Bianchi; realizzazione pianistica del basso di Franco Tamponi, Milano, Suvini Zerboni, 1977
- Alessandro Rolla, Sonata in do maggiore per viola e basso; revisione di Luigi Alberto Bianchi; realizzazione pianistica del basso di Franco Tamponi, Milano, Suvini Zerboni, 1982

### Riviste
- Il virtuosismo violistico nell’opera di Rolla e Paganini, in «Nuova Rivista Musicale Italiana», Vol. 9 (1975), pp. 10–34
- Alessandro Rolla. Catalogo tematico delle opere, a cura di Luigi Inzaghi e Luigi Alberto Bianchi, Milano, Nuove edizioni, 1981 [298 pp.]
- Yehudi Menuhin [intervista], in «Musica», anno 6 n. 24 (Marzo 1982), pp. 28–31.